# Stigmatophora
Stigmatophora é um gênero de traça pertencente à família Arctiidae.